# أبوبكر سيلا (لاعب كرة قدم مواليد 1991)
أبو بكر سيلا (بالفرنسية: Aboubacar Sylla)‏ (16 أكتوبر 1991 في غينيا - ) هو لاعب كرة قدم غيني في مركز الوسط . أما مع النوادي، فقد لعب مع الشبيبة الرياضية القيروانية ونادي الخليج السعودي ونادي الإمارات ونادي الطائي ونادي العين السعودي.

## روابط خارجية
- أبوبكر سيلا (لاعب كرة قدم مواليد 1991) على موقع قاعدة بيانات كرة القدم.إي يو (الإنجليزية)